# ニコール・アリ・パーカー
ニコール・アリ・パーカー（Nicole Ari Parker,  1970年10月7日 - ）は、アメリカ合衆国の女優である。
ニコール・パーカーとクレジットされることもある。

## 来歴
1970年、メリーランド州ボルチモアに生まれる。健康管理士の母親と歯科医の父親の間に一人っ子として生まれた。17歳のときに在学していたメリーランド州内の高校演劇の大会で最優秀賞を獲得し、ワシントンにあるバレエ学校へ編入学した後に、ニューヨーク大学の芸術家へ進学した。大学卒業後は女優としての活動を本格化させ、いくつかのインディーズ映画へ出演。1995年に製作された『2ガールズ』ではメインキャストに抜擢され、徐々に知名度を上げていった。その後もコンスタントに出演作を増やしており、テレビドラマや映画など様々な作品に出演している。

### 私生活
2001年に俳優として活動していたJoseph Falascaと結婚するも、8ヶ月で離婚。その後、同じく俳優のボリス・コジョーと2005年に再婚した。ボリスとの間に生まれた2児の母親でもある。

## 出演作品

### 映画
- Other Women's Children (1993)
- 2ガールズ The Incredibly True Adventure of Two Girls in Love (1993)
- ストーンウォールの反乱 Stonewall (1995)
- リバウンド Rebound: The Legend of Earl 'The Goat' Manigault (1996) ※テレビ映画
- エンド・オブ・バイオレンス The End of Violence (1997)
- レスキュアーズ/ 二つの家族 SUBWAYStories: Tales from the Underground (1997) ※テレビ映画
- ブギーナイツ Boogie Nights (1997)
- スパーク/ 見えない境界線 Spark (1998)
- The Adventures of Sebastian Cole (1998)
- ロー・アンド・オーダー/ 切り裂かれた死体 Exiled (1998)
- 200本のたばこ 200 Cigarettes (1999)
- Mute Love (1999)
- Mind Prey (1999)
- Loving Jezebel (1999)
- Harlem Aria (1999)
- マップ・オブ・ザ・ワールド A Map of the World (1999)
- ブルー・ストリーク Blue Streak (1999)
- 奇跡のランナー ロレッタ・クレイボーン The Loretta Claiborne Story (2000) ※テレビ映画
- TVショウ/ 夢と野望の間で Dancing in September (2000)
- タイタンズを忘れない Remember the Titans (2000)
- ブラウンシュガー Brown Sugar (2002)
- King's Ransom (2005)
- ミート・ザ・ジェンキンス Welcome Home, Roscoe Jenkins (2005)
- ブラック・ダイナマイト Black Dynamite (2009)
- エディ・マーフィの劇的1週間 Imagine That (2009)
- Pastor Brown (2009)
- ビッグ・マイク Big Mike (2011) ※テレビ映画
- 35 and Ticking (2011)
- Secret Lives of Husbands and Wives (2013) ※テレビ映画
- Repentance (2013)
- すべての終わり How It Ends (2018)

### テレビドラマ
- コスビー Cosby (1999 - 2000)
- ソウル・フード Soul Food (2000 - 2004)
- CSI:科学捜査班 CSI: Crime Scene Investigation (2002)
- The System (2003)
- All of Us (2004)
- Second Time Around (2004 - 2005)
- ディープ・エンド The Deep End (2010)
- Let's Stay Together (2011)
- レボリューション Revolution (2013)
- MURDER IN THE FIRST/第1級殺人 Murder in the First (2014)
- ローズウッド ～マイアミ私立検視ラボ Rosewood (2015-2016)
- タイム・アフター・タイム ～ H・G・ウェルズの冒険　Time After Time (2017)
- Empire 成功の代償 Empire (2017-2020)
- ロマノフ家の末裔 〜それぞれの人生〜 The Romanoffs (2018)
- シカゴ P.D. Chicago P.D. (2020-2022)
- AND JUST LIKE THAT... / セックス・アンド・ザ・シティ新章（2021-2025）

## 参照
1. ↑  “Nicole Reflects on Real Life Role As Mommy-to-Be”. 2011年1月29日時点のオリジナルよりアーカイブ。2009年7月8日閲覧。
2. 1 2  “Nicole Ari Parker Biography”. 2014年6月27日閲覧。